# Nathalie Almendárez
Nathalie Abigail Almendárez (* 9. April 2003) ist eine salvadorianische Leichtathletin, die im Weit- und Dreisprung an den Start geht und auch im 100-Meter-Hürdenlauf antritt.

## Sportliche Laufbahn
Erste internationale Erfahrungen sammelte Nathalie Almendárez im Jahr 2019, als sie bei den U18-Zentralamerikameisterschaften in San Salvador in 15,29 s die Goldmedaille im 100-Meter-Hürdenlauf gewann und sich im Weit- und Dreisprung mit 5,24 m und 11,79 m jeweils die Silbermedaille sicherte. Anschließend belegte sie bei den U18-NACAC-Meisterschaften in Santiago de Querétaro in 14,97 s den achten Platz im Hürdensprint und gelangte im Weitsprung mit 5,07 m auf den fünften Platz und wurde mit der salvadorianischen Mixed-Staffel über 4-mal 400 Meter in 3:49,03 min Sechste. 2021 belegte sie bei den Zentralamerikameisterschaften in San José mit 5,13 m den fünften Platz im Weitsprung und gelangte im Dreisprung mit 11,68 m auf Rang vier. Anschließend siegte sie bei den U20-Zentralamerikameisterschaften in Managua mit 5,17 m im Weitsprung sowie mit 11,26 m auch im Dreisprung. Im Jahr darauf verteidigte sie bei den U20-Zentralamerikameisterschaften ebendort mit 5,07 m und 11,27 m ihre Titel und sicherte sich dort zudem in 15,73 s die Silbermedaille über 100 m Hürden. Anschließend gewann sie bei den Zentralamerikameisterschaften in Managua in 15,73 s die Silbermedaille über 100 m Hürden hinter ihrer Landsfrau Nancy Sandoval und belegte im Weitsprung mit 5,12 m den vierten Platz. 2023 gewann sie bei den Zentralamerikameisterschaften in San José in 14,82 s die Bronzemedaille über 100 m Hürden hinter ihrer Landsfrau Sandoval und Leyka Archibold aus Panama und wurde im Weitsprung mit 5,27 m Vierte. Anschließend belegte sie bei den Zentralamerika- und Karibikspielen (CAC) in San Salvador in 48,81 s den vierten Platz mit der 4-mal-100-Meter-Staffel.
2021 wurde Almendárez salvadorianische Meisterin im Dreisprung.

## Persönliche Bestleistungen
- 100 m Hürden: 14,60 s (0,0 m/s), 28. April 2023 in León
- Weitsprung: 5,39 m (+0,1 m/s), 29. April 2023 in León
- Dreisprung: 11,79 m (+1,0 m/s), 18. Mai 2019 in San Salvador